# Olympische Sommerspiele 1996/Teilnehmer (Jemen)
| Gelbes Symbol für Goldmedaillen mit stilisierten Olympischen Ringen | Graues Symbol für Silbermedaillen mit stilisierten Olympischen Ringen | Braundes Symbol für Bronzemedaillen mit stilisierten Olympischen Ringen |
| ------------------------------------------------------------------- | --------------------------------------------------------------------- | ----------------------------------------------------------------------- |
| —                                                                   | —                                                                     | —                                                                       |

Der Jemen nahm bei den Olympischen Sommerspielen 1996 in Atlanta zum zweiten Mal an Olympischen Sommerspielen teil. Die Mannschaft bestand aus vier männlichen Sportlern. Sie starteten in vier Wettbewerben in zwei Sportarten. Der jüngste Teilnehmer war der Leichtathlet Saeed Basweidan mit 19 Jahren und 33 Tagen, der älteste war Mohamed al-Saadi mit 28 Jahren und 217 Tagen, der ebenfalls in der Leichtathletik startete. Der Ringer Abdullah al-Izani trug während der Eröffnungsfeier am 19. Juli 1996 die Flagge des Jemen in das Olympiastadion.

## Teilnehmer
| Name              | Alter | Geschlecht | Sportart       | Resultat(e)                                          |
| ----------------- | ----- | ---------- | -------------- | ---------------------------------------------------- |
| Abdullah al-Izani | 27    | männlich   | Ringen         | Platz 19 im Leicht-Fliegengewicht griechisch-römisch |
| Mohamed al-Saadi  | 28    | männlich   | Leichtathletik | Platz 101 im Marathon                                |
| Anwar Mohamed Ali | 25    | männlich   | Leichtathletik | Platz 8 im siebten Vorlauf über 400 Meter            |
| Saeed Basweidan   | 19    | männlich   | Leichtathletik | Platz 6 im achten Vorlauf über 800 Meter             |